# یانگ لوچان
یانگ لوچان (انگلیسی: Yang Luchan؛ ۱۷۹۹–۱۸۷۲) یکی از معلمان مهم و تأثیرگذار هنر رزمی تای چی چوان در نیمهٔ دوم قرن نوزدهم در چین بود.
او را بنیان‌گذارِ «تای چی چوان به‌سبک یانگ» می‌دانند.